# Исополития
Исополити́я (др.-греч. ἰσοπολιτεία, дословно — «равное гражданство») — в Древней Греции начиная с III века до н. э. предоставление гражданства одним греческим полисом отдельным лицам или целым общинам другого полиса. В отличие от симполитии, при которой гражданские права всего объединённого государства приобретались гражданами составляющих его административных единиц, при исополитии гражданин мог пользоваться всеми гражданскими правами в другом городе, не приобретая нового гражданства и не отказываясь при этом от гражданства собственного города. Исополития не вела к политическому объединению заключивших её городов.